# Brigada Costa del Sol
Brigada Costa del Sol es una serie de televisión española producida por Mediaset España y Warner Bros. ITVP España con la participación de Netflix. Protagonizada por Hugo Silva, Álvaro Cervantes, Miki Esparbé, Jesús Castro y Sara Sálamo, fue presentada a los medios 3 de abril de 2019 y su estreno tuvo lugar el 6 de mayo en Telecinco y Cuatro.

## Historia
El día 28 de mayo de 2018 se anunció que Mediaset España y Netflix habían llegado a un acuerdo para producir su primera serie juntos, con la coproducción de Warner Bros. ITVP España. Asimismo, se confirmaron los nombres del elenco protagonista de la serie, conformado por Hugo Silva, Álvaro Cervantes, Miki Esparbé, Jesús Castro y Sara Sálamo. Las grabaciones comenzaron el día 7 de junio en la Provincia de Málaga, y concluyeron a comienzos de febrero de 2019. Brigada Costa del Sol fue una de las únicas series españolas en ser seleccionadas para el evento MIPDrama del MIPTV 2019, una de las ferias más importantes de la televisión y de medios de comunicación.

## Argumento
En el año 1977, un grupo de inspectores de policía con escasos medios, aunque con mucho ingenio y valor, es destinado a Torremolinos para formar una brigada especial de Estupefacientes en la Costa del Sol y luchar contra el tráfico de droga.

## Reparto

### Protagonista
- Hugo Silva – Bruno López Mestre
- Álvaro Cervantes – Leo Villa
- Miki Esparbé – Martín Pulido
- Jesús Castro – Sebastián Terrón
- Sara Sálamo – Yolanda Morales «La Buhíta»

### Secundario
- Jorge Usón – Reyes
- Christian Checa
- Cayetana Cabezas – Marielena Pacheco Ortiz
- Pablo Béjar – Chino ( Episidios del 1 al 7, 9, y del 10 al 13)
- Marco Cáceres – Franchi (Episodio 1,2 4,6,8,10,13.
- Olivia Delcán – Vicky López Mestre
- Jorge Suquet – Cristóbal Peña (Episodio 1,3,6,8
- Daniel Holguín – Atilano Peña (Episodio 1,3,5,13
- Joaquín Galletero – Lucas
- Carolina Yuste – Soledad "Sole" Padilla
- Ana Fernández – Alicia Mestre (Episodio 1,4,6,13
- Camino Fernández – Charo Limón Torres

Con la colaboración especial de
- Manolo Caro – Arturo Berzosa "El Dandi" (Episodio 1 ,2,8
- Paco Marín – Inspector Cifu (Episodio 1,9,11,12
- Nieve de Medina – Gloria (Episodio 3,6,12
- Julián Villagrán – Alfredo "Fredo" Pacheco Ortiz (Episodio 4,6
- Pepón Nieto – Emilio Tortajada (Episodio 6)
- Joaquín Núñez – Roque Velarde (Episodio 8,13
- Adrià Collado – Evaristo (Episodio 9,12
- Unax Ugalde – Edi (Episodio 9,13
- Javier Albalá – Marce (Episodio 11)

## Temporadas y episodios
El estreno de la serie tuvo lugar simultáneamente en los dos canales principales del grupo Mediaset España el 6 de mayo de 2019. Para ello, se realizó una emisión especial que, ocupando todo el prime-time, condensa el primer y el segundo capítulo como si fueran una película de unos 135 minutos de duración, la cual fue seguida por 1.706.000 espectadores (12,7% de share) en Telecinco y 763.000 (5,7%), en Cuatro. Los 11 episodios restantes que componen la primera temporada se emiten en su formato habitual en Telecinco.
| Temporada | Temporada | Episodios | Estreno           | Final               | Audiencia media | Audiencia media | Audiencia media |
| Temporada | Temporada | Episodios | Estreno           | Final               | Espectadores    | Cuota           |                 |
| --------- | --------- | --------- | ----------------- | ------------------- | --------------- | --------------- | --------------- |
|           | 1         | 13        | 6 de mayo de 2019 | 22 de julio de 2019 | 1 286 000       | 9,6%            |                 |

### Primera temporada (2019)
| N.º (serie) | Título                         | Director(es)                       | Guionista(s)                                                 | Fecha de emisión    | Audiencia         |
| ----------- | ------------------------------ | ---------------------------------- | ------------------------------------------------------------ | ------------------- | ----------------- |
| 1           | «Mentiras»                     | Norberto López Amado               | Pablo Barrera y Alberto Macías                               | 6 de mayo de 2019   | 2 469 000 (18,4%) |
| 2           | «Soy de fiar»                  | Norberto López Amado               | Pablo Barrera y Alberto Macías                               | 6 de mayo de 2019   | 2 469 000 (18,4%) |
| 3           | «El diablo en las tripas»      | Miguel Alcantud                    | Pablo Barrera y Alberto Macías                               | 13 de mayo de 2019  | 1 644 000 (11,6%) |
| 4           | «Morir solo»                   | Iñaki Peñafiel                     | Pablo Barrera, Alberto Macías y Chus Vallejo                 | 20 de mayo de 2019  | 1 445 000 (10,4%) |
| 5           | «Fuego»                        | Iñaki Peñafiel                     | Pablo Barrera, Alberto Macías y Carlos Molinero              | 27 de mayo de 2019  | 1 622 000 (11,5%) |
| 6           | «El infierno de los burlangas» | Alberto Ruiz Rojo                  | Pablo Barrera, Alberto Macías y Nico Romero                  | 3 de junio de 2019  | 1 401 000 (10,4%) |
| 7           | «Hasta pronto, Torremolinos»   | Alberto Ruiz Rojo y Fernando Bassi | Pablo Barrera, Alberto Macías y Carlos Molinero              | 10 de junio de 2019 | 1 341 000 (9,8%)  |
| 8           | «El ruido de los truenos»      | Miguel Alcantud                    | Pablo Barrera, Alberto Macías y Carlos Molinero              | 17 de junio de 2019 | 1 358 000 (10,6%) |
| 9           | «Espejismo»                    | Miguel Alcantud                    | Pablo Barrera, Alberto Macías y Nico Romero                  | 24 de junio de 2019 | 1 373 000 (10,3%) |
| 10          | «30 de noviembre»              | Marco A. Castillo                  | Pablo Barrera, Alberto Macías y Chus Vallejo                 | 1 de julio de 2019  | 1 163 000 (9,3%)  |
| 11          | «1 de diciembre»               | Marco A. Castillo                  | Pablo Barrera, Alberto Macías, Nico Romero y Jorge Hernández | 8 de julio de 2019  | 1 054 000 (7,8%)  |
| 12          | «Pata negra»                   | Fernando Bassi                     | Alberto Macías, Pablo Barrera y Carlos Molinero              | 15 de julio de 2019 | 1 026 000 (8,4%)  |
| 13          | «Los que caminan solos»        | Fernando Bassi                     | Pablo Barrera, Alberto Macías y Nico Romero                  | 22 de julio de 2019 | 820 000 (7,0%)    |